# Deneuille-lès-Chantelle
Deneuille-lès-Chantelle is een gemeente in het Franse departement Allier (regio Auvergne-Rhône-Alpes) en telt 95 inwoners (2009). De plaats maakt deel uit van het arrondissement Moulins.

## Geografie
De oppervlakte van Deneuille-lès-Chantelle bedraagt 8,0 km², de bevolkingsdichtheid is dus 11,9 inwoners per km².
De onderstaande kaart toont de ligging van Deneuille-lès-Chantelle met de belangrijkste infrastructuur en aangrenzende gemeenten.

## Demografie
Onderstaande figuur toont het verloop van het inwonertal (bron: INSEE-tellingen).
Vanwege een beveiligingsprobleem met de MediaWiki Graph-software is het momenteel niet mogelijk deze grafiek weer te geven. Zodra de software is bijgewerkt zal de grafiek vanzelf weer zichtbaar worden.
1. ↑  Populations de référence 2022.